# Sociale invloed
Sociale invloed is, in de sociale psychologie, het effect dat woorden, daden of alleen al de aanwezigheid van andere mensen hebben op gedachten, gevoelens, attitudes of gedrag. Sociale invloed kan zowel bijdragen aan conformisme als aan non-conformisme.
Als de invloed negatieve effecten heeft, wordt ook wel gesproken van sociale besmetting, zoals het kopieergedrag van tieners die lijden aan anorexia nervosa, bij seriemoordenaars of bij massabeschietingen. Terreurdaden hebben ook vaak het karakter van sociale besmetting en komen in golven met overeenkomstige tactieken.
Sociale invloed is, behalve in de sociale psychologie, ook een punt van onderzoek in de vakgebieden van de massapsychologie en de sociologie. De ontwikkelde kennis wordt toegepast in bijvoorbeeld marketing, mode en nudging.

## Informationele en normatieve sociale invloed
Sociale invloed kan informationeel of normatief zijn.
Informationele sociale invloed is de invloed die anderen hebben, als informatiebron. In een onoverzichtelijke situatie wordt deze bron gebruikt om het eigen gedrag aan te passen. Een voorbeeld hiervan is het omstandereffect, waarbij omstanders niet ingrijpen bij een misdaad of ongeval, omdat zij zien dat anderen niet ingrijpen en hun eigen niet-handelen hieruit afleiden. 
Normatieve sociale invloed is de drang om aardig gevonden en geaccepteerd te worden. De gevoelde groepsdwang leidt tot conformisme, bijvoorbeeld het roken van tabak om erbij te horen.